# Lisa Gerritsen

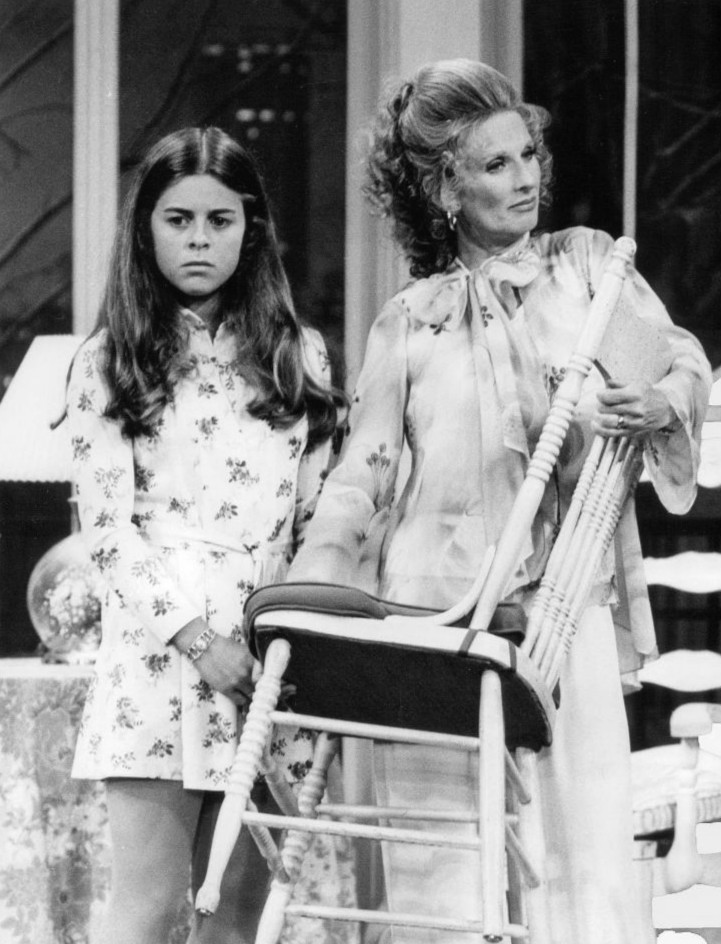
Gerritsen como Bess Lindstrom con su madre Phyllis Lindstrom (Cloris Leachman), 1974

Lisa Gerritsen (nacida Lisa Orszag; 21 de diciembre de 1957) es una actriz infantil retirada estadounidense. Es más famosa por su papel de Bess, la independiente hija de Phyllis Lindstrom en la serie de televisión de los años 70 The Mary Tyler Moore Show y su spin-off Phyllis.

## Primeros años
Lisa Gerritsen nació como Lisa Orszag en Los Ángeles y es la nieta del niño actor y guionista True Eames Boardman, y la bisnieta de los actores de cine mudo True Boardman y Virginia True Boardman. Su carrera como actriz comenzó cuando tenía ocho años. Alentada por su madre y abuelo, consiguió su primer papel profesional en un episodio de The Doris Day Show en 1968.

## Carrera
Después de The Doris Day Show, Gerritsen tuvo apariciones como estrella invitada o cameo en varios programas de televisión, incluidos The Odd Couple, Bonanza, The Courtship of Eddie’s Father, The Virginian y Family Affair.
Gerritsen apareció en varios episodios de Gunsmoke, que ayudó a conseguir su primer papel regular como Lydia Monroe, la hija precoz del personaje de William Windom, John Monroe, un escritor y dibujante parecido a Thurber, en la serie cómica de 1969 de NBC My World and Welcome to It. También protagonizada por Joan Hotchkis como Ellen, la madre de Lydia, la comedia de situación algo oscura se basó en los dibujos animados y la comedia del autor James Thurber, combinando historias de acción real de luchas familiares y sátira social con personajes animados de dibujos animados que irrumpen en el marco durante los segmentos que presentan los sueños y fantasías de Monroe. A pesar de haber ganado dos premios Emmy, el programa fue cancelado después de solo una temporada.
En 1970, Gerritsen (acreditado como Lisa True Gerritsen) apareció como Hannah Carson en el western The Men From Shiloh (el nombre rebautizado para The Virginian) en el episodio "Hannah". También ese año, Gerritsen fue elegido como Bess Lindstrom, la hija de rápido ingenio del propietaria Phyllis Lindstrom (Cloris Leachman), una madre que creía en la crianza progresiva, en The Mary Tyler Moore Show. Bess fue un personaje recurrente a lo largo de la serie y Gerritsen continuó jugando el papel en el spin-off, Phyllis.
Además de la televisión, Gerritsen actuó en varias películas. Hizo su primera aparición en pantalla grande en Airport, interpretando el papel de Libby Bakersfeld. También apareció como The War Between Men and Women, protagonizada por Jack Lemmon y Barbara Harris.
Dejó de actuar a la edad de 20 años, poco después de que se cancelara el programa de Phyllis.

## Filmografía

### Cine
| Año  | Título                        | Notas     | Papel            |
| ---- | ----------------------------- | --------- | ---------------- |
| 1970 | Airport                       |           | Libby Bakersfeld |
| 1971 | A Howling in the Woods        | Telefilme | Betsy Warren     |
| 1972 | The War Between Men and Women |           | Linda Kozlenko   |
| 1974 | Locusts                       | Telefilme | Sissy Fletcher   |
| 1974 | Mixed Company                 |           | Liz Morrison     |

### Televisión
| Año     | Título                             | Papel                                                     | Notas |
| ------- | ---------------------------------- | --------------------------------------------------------- | --- |
| 1968    | The Good Guys                      | Louella                                                   | Episodio: "Nostradamus Rides Again"                                                                           |
| 1968–70 | Gunsmoke                           | Nettie Tracey Copperton Christina Bascomb Jenny Pritchard | Episodio: "The Miracle Man" Episodio: "The Twisted Heritage" Episodio: "Sam McTavish, M.D." Episodio: "Jenny" |
| 1968–71 | The Doris Day Show                 | Jackie Clements Sue Ann Cordovan                          | Episodio: "The Friend" Episodio: "The Black Eye" Episodio: "Billy's First Date"                               |
| 1969–70 | My World and Welcome to It         | Lydia Monroe                                              | Reparto principal (26 episodios)                                                                              |
| 1969    | Gomer Pyle: USMC                   | Girl Scout                                                | Episodio: "Gomer Maneuvers"                                                                                   |
| 1969–70 | Family Affair                      | May Kathy Geraldine Askins                                | Episodio: "A Diller, A Dollar" Episodio: "The Young Man from Bolivia" Episodio: "Stamp of Approval"           |
| 1969    | Lancer                             | Vinny Buttermere                                          | Episodio: "The Great Hamburg"                                                                                 |
| 1969    | The Courtship of Eddie's Father    | Alice                                                     | Episodio: "The Library Card"                                                                                  |
| 1970    | Insight                            | Anita                                                     | Episodio: "Old King Cole"                                                                                     |
| 1970–75 | The Mary Tyler Moore Show          | Bess Lindstrom                                            | Reparto recurrente (10 episodios)                                                                             |
| 1970    | The Men from Shiloh                | Hannah Carson                                             | Episodio: "Hannah"                                                                                            |
| 1971    | The Odd Couple                     | Bunny                                                     | Episodio: "Bunny Is Missing Down by the Lake"                                                                 |
| 1971    | Bonanza                            | Cassie O'Casey                                            | Episodio: "Cassie"                                                                                            |
| 1972    | The Amazing Chan and the Chan Clan | Various Characters                                        | Solo voz (14 episodios)                                                                                       |
| 1973    | The Wonderful World of Disney      | Jenny Hutchins                                            | Episodio: "The Boy and the Bronc Buster: Part 1" Episodio: "The Boy and the Bronc Buster: Part 2"             |
| 1973    | Ironside                           | Nancy Flynn                                               | Episodio: "Double-Edged Corner"                                                                               |
| 1974    | Harry O                            | Michelle March                                            | Episodio: "Ballinger's Choice"                                                                                |
| 1975–77 | Phyllis                            | Bess Lindstrom                                            | Reparto principal (24 episodios)                                                                              |
| 1976    | Jigsaw John                        | The Runaway                                               | Episodio: "Runaway"                                                                                           |
| 1978    | Insight                            | Lisa Sears                                                | Episodio: "It Can't Happen to Me"                                                                             |